# Dodécaèdre tronqué

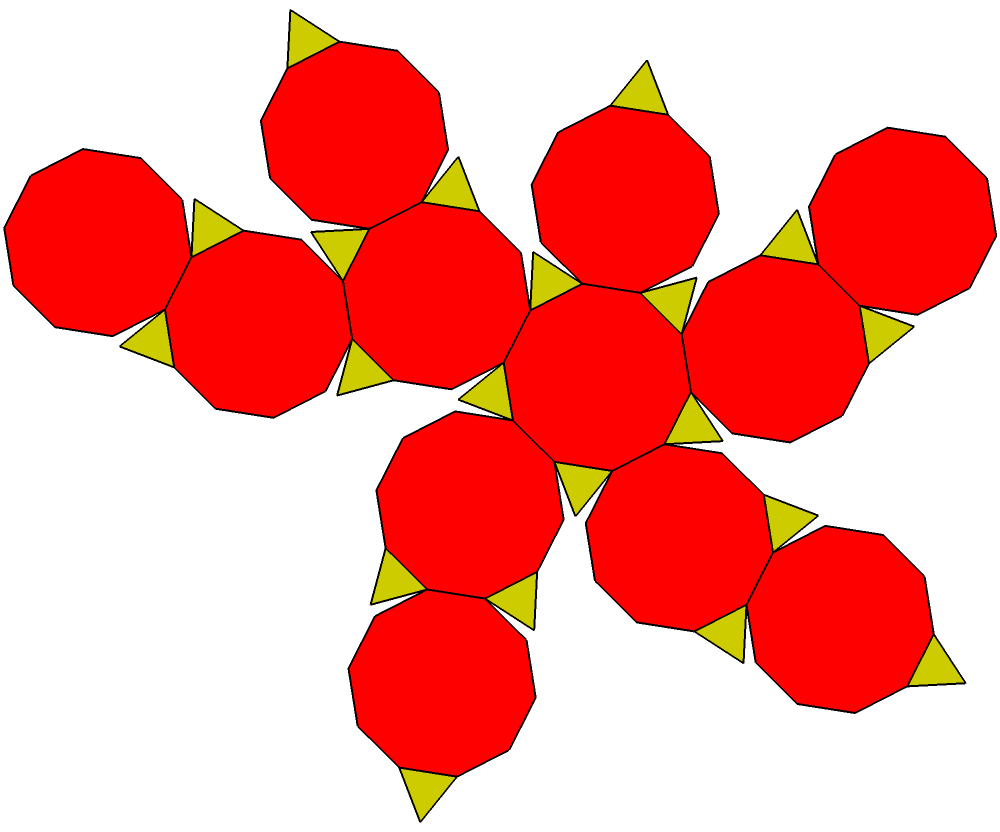
Patron (géométrie)

En géométrie, le dodécaèdre tronqué est un solide d'Archimède. Il possède 12 faces décagonales régulières, 20 faces triangulaires régulières, 60 sommets et 90 arêtes.

## Relations géométriques
Ce polyèdre peut être formé à partir d'un dodécaèdre par troncature des coins, donc les faces pentagonales deviennent des décagones et les coins deviennent des triangles.

## Coordonnées cartésiennes
Les coordonnées cartésiennes suivantes définissent les sommets d'un dodécaèdre tronqué centré à l'origine :
{\displaystyle (0,\pm {\frac {1}{\varphi }},\pm (2+\varphi ))\,}
{\displaystyle (\pm (2+\varphi ),0,\pm {\frac {1}{\varphi }})\,}
{\displaystyle (\pm {\frac {1}{\varphi }},\pm (2+\varphi ),0)\,}
{\displaystyle (\pm {\frac {1}{\varphi }},\pm \varphi ,\pm 2\varphi )\,}
{\displaystyle (\pm 2\varphi ,\pm {\frac {1}{\varphi }},\pm \varphi )\,}
{\displaystyle (\pm \varphi ,\pm 2\varphi ,\pm {\frac {1}{\varphi }})\,}
{\displaystyle (\pm \varphi ,\pm 2,\pm \varphi ^{2})\,}
{\displaystyle (\pm \varphi ^{2},\pm \varphi ,\pm 2)\,}
{\displaystyle (\pm 2,\pm \varphi ^{2},\pm \varphi )\,}
où {\displaystyle \varphi ={\frac {(1+{\sqrt {5}})}{2}}} est le nombre d'or.
En utilisant {\displaystyle \varphi ^{2}=\varphi +1}, on vérifie que tous les sommets sont sur une sphère, centrée à l'origine.
R rayon de la sphère circonscrite et a longueur de chaque arête sont liés par la relation : 
{\displaystyle {\frac {a}{R}}=2{\sqrt {\frac {7-4\varphi }{17+\varphi }}}}